# 奧托·海克曼
奧托·赫爾曼·利奧波德·海克曼（德語：Otto Hermann Leopold Heckmann，1901年6月23日—1983年5月13日），德國天文學家。

## 生平
海克曼畢業於波恩大学後於1927到1941年間在哥廷根大學任職。1941到1962年間擔任漢堡天文台台長，之後成為欧洲南方天文台首任董事會秘書長。海克曼在製作第三版《德國天文學會星表》（AGK3）時相當活躍。並且他在基於廣義相對論的物理宇宙學方面有相當貢獻。
海克曼於1967年擔任國際天文聯會會長。他擔任會長期間因為波蘭的要求，並因為第二次世界大戰期間德國當局在波蘭的暴行，因此在爭議聲中決定於1973年澳大利亞召開的定期全體會議後於同年2月在波蘭華沙召開特別全體會議，並紀念尼古拉·哥白尼誕生500週年。

## 榮譽與獎項
海克曼於1961年獲得詹姆斯·克雷格·沃森獎，1964年獲得布魯斯獎。小行星1650以他的姓氏命名。

## 家庭
海克曼於1925年和 Johanna Topfmeier 結婚，育有三名子女。

## 著作
- Theorien der Kosmologie. Berlin: Springer, 1942 und 1968
- Sterne, Kosmos, Weltmodelle. München: Piper, 1976 (auch dtv-Taschenbuch)

## 外部連結
- Bruce Medal page （页面存档备份，存于）
- Awarding of the Bruce Medal: PASP 76 (1964) 135 （页面存档备份，存于）

### 訃聞
- MitAG 60 (1983) 9 （页面存档备份，存于）（德語）
- QJRAS 25 (1984) 374 （页面存档备份，存于）